# Тхеквондо на літніх Олімпійських іграх 2012
Змагання з тхеквондо на літніх Олімпійських іграх 2012 проходили з 8 по 11 серпня у Лондонському виставковому центрі. Розігрувалися 8 комплектів медалей: у чотирьох вагових категоріях для чоловіків і в чотирьох для жінок.

## Медалі

### Медальний залік
| Місце  | Країна            | Золото | Срібло | Бронза | Загалом |
| ------ | ----------------- | ------ | ------ | ------ | ------- |
| 1      | Іспанія           | 1      | 2      | 0      | 3       |
| 2      | КНР               | 1      | 1      | 1      | 3       |
| 3      | Південна Корея    | 1      | 1      | 0      | 2       |
| 3      | Туреччина         | 1      | 1      | 0      | 2       |
| 5      | Велика Британія   | 1      | 0      | 1      | 2       |
| 5      | Італія            | 1      | 0      | 1      | 2       |
| 7      | Аргентина         | 1      | 0      | 0      | 1       |
| 7      | Сербія            | 1      | 0      | 0      | 1       |
| 9      | Франція           | 0      | 1      | 1      | 2       |
| 10     | Габон             | 0      | 1      | 0      | 1       |
| 10     | Іран              | 0      | 1      | 0      | 1       |
| 12     | Росія             | 0      | 0      | 2      | 2       |
| 12     | США               | 0      | 0      | 2      | 2       |
| 14     | Афганістан        | 0      | 0      | 1      | 1       |
| 14     | Колумбія          | 0      | 0      | 1      | 1       |
| 14     | Хорватія          | 0      | 0      | 1      | 1       |
| 14     | Куба              | 0      | 0      | 1      | 1       |
| 14     | Німеччина         | 0      | 0      | 1      | 1       |
| 14     | Мексика           | 0      | 0      | 1      | 1       |
| 14     | Китайський Тайбей | 0      | 0      | 1      | 1       |
| 14     | Таїланд           | 0      | 0      | 1      | 1       |
| Всього | Всього            | 8      | 8      | 16     | 32      |

### Чоловіки
| Вагова категорія | Золото                                | Срібло                               | Бронза                                  |
| ---------------- | ------------------------------------- | ------------------------------------ | --------------------------------------- |
| до 58 кг         | Хоель Гонсалес · Іспанія (ESP)        | Лі Техун · Південна Корея (KOR)      | Олексій Денисенко · Росія (RUS)         |
| до 58 кг         | Хоель Гонсалес · Іспанія (ESP)        | Лі Техун · Південна Корея (KOR)      | Оскар Муньйос · Колумбія (COL)          |
| до 68 кг         | Сервет Тазегюл · Туреччина (TUR)      | Могаммад Багері Мотамед · Іран (IRI) | Терренс Дженнінгс · США (USA)           |
| до 68 кг         | Сервет Тазегюл · Туреччина (TUR)      | Могаммад Багері Мотамед · Іран (IRI) | Рогулла Нікпаї · Афганістан (AFG)       |
| до 80 кг         | Себастьян Крісманіч · Аргентина (ARG) | Ніколас Гарсія · Іспанія (ESP)       | Лутало Мугаммад · Велика Британія (GBR) |
| до 80 кг         | Себастьян Крісманіч · Аргентина (ARG) | Ніколас Гарсія · Іспанія (ESP)       | Мауро Сармієнто · Італія (ITA)          |
| понад 80 кг      | Карло Молфетта · Італія (ITA)         | Антоні Обаме · Габон (GAB)           | Робеліс Деспейнь · Куба (CUB)           |
| понад 80 кг      | Карло Молфетта · Італія (ITA)         | Антоні Обаме · Габон (GAB)           | Лю Сяобо · Китай (CHN)                  |

### Жінки
| Вагова категорія | Золото                               | Срібло                            | Бронза                               |
| ---------------- | ------------------------------------ | --------------------------------- | ------------------------------------ |
| до 49 кг         | У Цзін'юй · Китай (CHN)              | Бріхітт Ягуе · Іспанія (ESP)      | Чанатіп Сонхам · Таїланд (THA)       |
| до 49 кг         | У Цзін'юй · Китай (CHN)              | Бріхітт Ягуе · Іспанія (ESP)      | Луція Занінович · Хорватія (CRO)     |
| до 57 кг         | Джейд Джонс · Велика Британія (GBR)  | Хоу Юйчжо · Китай (CHN)           | Марлен Арнуа · Франція (FRA)         |
| до 57 кг         | Джейд Джонс · Велика Британія (GBR)  | Хоу Юйчжо · Китай (CHN)           | Цзен Лічен · Китайський Тайбей (TPE) |
| до 67 кг         | Хван Кьон Сон · Південна Корея (KOR) | Нур Татар · Туреччина (TUR)       | Пейдж Макферсон · США (USA)          |
| до 67 кг         | Хван Кьон Сон · Південна Корея (KOR) | Нур Татар · Туреччина (TUR)       | Гелена Фромм · Німеччина (GER)       |
| понад 67 кг      | Міліця Мандич · Сербія (SRB)         | Анн-Каролін Графф · Франція (FRA) | Анастасія Баришнікова · Росія (RUS)  |
| понад 67 кг      | Міліця Мандич · Сербія (SRB)         | Анн-Каролін Графф · Франція (FRA) | Марія Еспіноза · Мексика (MEX)       |